# Kaapse grasuil
De Afrikaanse grasuil  (Tyto capensis) is een vrij algemene, beschermde soort kerkuil in Afrika. Wordt ook  African Grass-Owl, Common Grass-Owl (Eng.) of  Effraie du Cap (Fr.) genoemd.

## Verspreiding
De Kaapse grasuil komt voor in Afrika ten zuiden van de Sahara van Ethiopië en Kameroen zuidwaarts tot Zuid-Afrika.

## Status
De grootte van de populatie is niet gekwantificeerd maar wordt omschreven als plaatselijk algemeen. Op de Rode lijst van de IUCN heeft deze soort de status niet bedreigd.